# FMA IAe 33 Pulqui II
FMA IAe 33 Pulqui II (Mapuche:  Pulqúi: Puščica) je bilo reaktivno lovsko letalo, ki ga je zasnoval nemški konstruktor Kurt Tank v poznih 1940ih za Argentinske letalske sile (Fuerza Aérea Argentina). Pulqui je imel veliko podobnosti s predlagaim nemškim lovcem Focke-Wulf Ta 183 iz 2. svetovne vojne. 
Pulqui je imel veliko tehničnih težav, razvoj je bil dolg in zapleten, dva od štirih letečih prototipov sta strmoglavila. Tako je Argentina na koncu preklicala projekt in namesto njega naročila ameriške North American F-86 Sabre.

## Specifikacije
Podatki iz "Pioneers & Prototypes: Pulqui, Pulqui II and IA-37/48."
Splošne značilnosti
- Posadka: 1
- Dolžina: 11,68 m (38 ft 4 in)
- Razpon kril: 10,6 m (34 ft 9 in)
- Višina: 3,5 m (11 ft 6 in)
- Površina kril: 25,1 m2 (270 sq ft)
- Teža praznega letala: 3.736 kg (8.236 lb)
- Bruto teža: 6.875 kg (15.157 lb)
- Pogon letala: 1 × Rolls-Royce Nene II turboreaktivni motor, 22,69 kN (5.100 lbf) potisk motorjev

Zmogljivost
- Maks. hitrost: 1.080 km/h (671 mph; 583 kn)
- Potovalna hitrost: 954 km/h (593 mph; 515 kn)
- Doseg: 3.090 km (1.920 mi; 1.668 nmi)
- Trajanje leta: 2 ur, 50 minut
- Višina leta: 15.000 m (49.213 ft)
- Hitrost vzpenjanja: 25,5 m/s (5.020 ft/min)

Oborožitev

- Strelno orožje: 4 × 20 mm (0,79 in) Hispano-Suiza HS.404 topovi (licenčno grajeni Bofors Oerlikon)